# Batu Phat Barat
Batu Phat Barat is een bestuurslaag in het regentschap Lhokseumawe van de provincie Atjeh, Indonesië. Batu Phat Barat telt 6257 inwoners (volkstelling 2010).